# Glen Fork (Virginia Occidental)
Glen Fork es un lugar designado por el censo ubicado en el condado de Wyoming en el estado estadounidense de Virginia Occidental. En el Censo de 2010 tenía una población de 487 habitantes y una densidad poblacional de 60,95 personas por km².

## Geografía
Glen Fork se encuentra ubicado en las coordenadas 37°42′2″N 81°32′20″O / 37.70056, -81.53889. Según la Oficina del Censo de los Estados Unidos, Glen Fork tiene una superficie total de 7.99 km², de la cual 7.95 km² corresponden a tierra firme y (0.49%) 0.04 km² es agua.

## Demografía
Según el censo de 2010, había 487 personas residiendo en Glen Fork. La densidad de población era de 60,95 hab./km². De los 487 habitantes, Glen Fork estaba compuesto por el 97.95% blancos, el 0.21% eran afroamericanos, el 0.41% eran amerindios, el 0% eran asiáticos, el 0% eran isleños del Pacífico, el 0% eran de otras razas y el 1.44% pertenecían a dos o más razas. Del total de la población el 0.21% eran hispanos o latinos de cualquier raza.